# المقبرة والنصب التذكاري الأمريكي بشمال إفريقيا
المقبرة والنصب التذكاري الأمريكي بشمال إفريقيا هي مقبرة عسكرية من الحرب العالمية الثانية، وتقع في مدينة قرطاج في تونس. وهي المقبرة الأمريكية الوحيدة في شمال إفريقيا التي تم تخصيصها لدفن القتلى الأمريكيين في عام 1960، تحتوي على 2,841 قتيل حرب أمريكي وتغطي 27 أكر (11 هكتار). تدار من قبل لجنة آثار المعركة الأمريكية.

## وصف

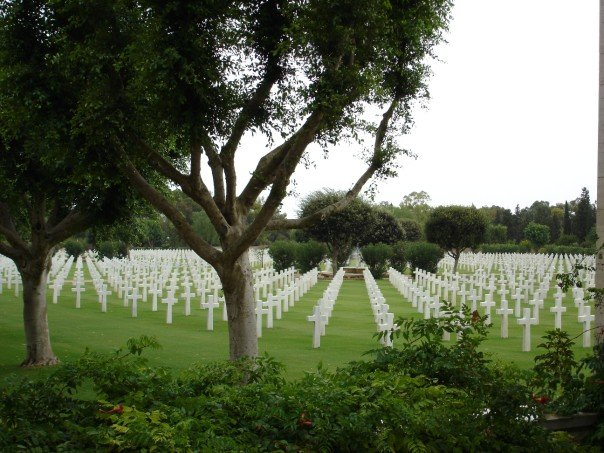
منظر المقبرة

تم تعيين شواهد القبور في خطوط مستقيمة مقسمة إلى تسعة قطع مستطيلة بمسارات واسعة، مع تجمعات زخرفية عند تقاطعاتها. على طول الحافة الجنوبية الشرقية من منطقة الدفن، يحدها سور شرفة محاطة بالأشجار تؤدي إلى النصب التذكاري للمفقودين. محفور على هذا النصب (جدار) 3724 اسماً. تشير روزيت إلى أسماء أولئك الذين تم استردادهم وتحديدهم منذ ذلك الحين.
تم تصميم الكنيسة والمحكمة التذكارية، التي تحتوي على خرائط كبيرة في الفسيفساء والسيراميك تصور عمليات وأنشطة الإمداد للقوات الأمريكية عبر أفريقيا إلى الخليج الفارسي، لتتوافق مع العمارة المحلية. تم تزيين الجزء الداخلي من الكنيسة بالرخام المصقول والأعلام والنحت.

## الموقع

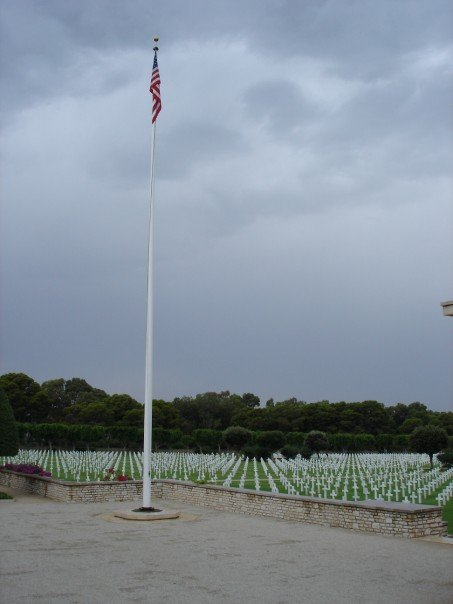
سارية العلم والمقبرة

تقع المقبرة الأمريكية في شمال إفريقيا بالقرب من موقع مدينة قرطاج القديمة بتونس، التي دمرها الرومان عام 146 قبل الميلاد، وتقع على جزء من موقع قرطاج الروماني. بالقرب من المدينة الحالية التي تحمل الاسم نفسه، على بعد 10 ميل (16 كـم) من مدينة تونس.

## أضرحة بارزة

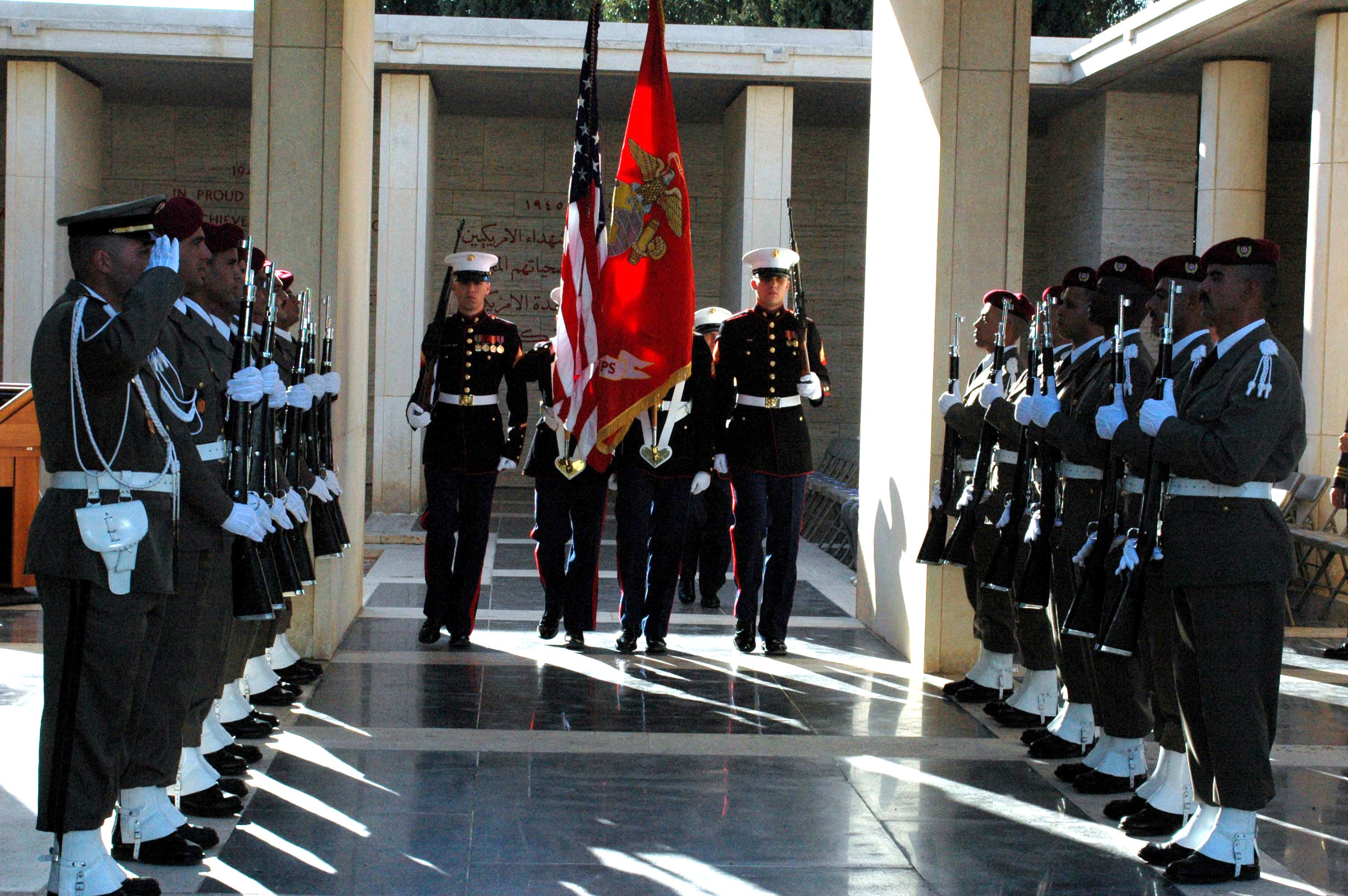
حارس شرف أمريكي وتونسي في مصلى المقبرة

- النقيب فوي درابر (1911-1943)، العداء الأولمبي بالميدالية الذهبية (الألعاب الأولمبية 1936) وطيار القوات الجوية لجيش الولايات المتحدة.
- الجندي نيكولاس مينو (1905–1943)، حائز على وسام الشرف لشجاعته بالقرب من مجاز الباب، تونس.
- جون ف. كليمنس (1920-1943)، الميدالية الجوية توفي في حادث تحطم طائرة مع الطيار كلارنس فولر في 20 يناير 1944.
- الملازم الأول روبرت إمري (1911-1942)، صليب الخدمة المتميز (بعد وفاته) بسبب أفعاله بالقرب من جبل مرجاجدو في الجزائر.

## روابط خارجية
- لجنة آثار المعركة الأمريكية - المقبرة والنصب التذكاري الأمريكي بشمال إفريقيا